# Bagneux – Lucie Aubrac (stanice metra v Paříži)
Bagneux – Lucie Aubrac je konečná stanice pařížského metra na jižní větvi linky 4. Místo stanice se nachází jižně od Paříže ve městě Bagneux. K otevření stanice došlo 13. ledna 2022. Podle plánů Grand Paris Express se v roce 2025 stane stanicí linky 15.

## Poloha
Stanice se nachází poblíž Avenue Henry Barbusse pod obytným a obchodním centrem, jižně od stanice Barbara.

## Historie
Rozšíření linky 4 ze stanice Mairie de Montrouge o další úsek do stanice Barbara (tehdy Verdun-Sud) bylo oznámeno 15. února 2005. Projekt byl zařazen mezi veřejně prospěšné stavby a účastníci, tj. RATP, departementy a region Île-de-France měly oznámit do května 2009 odhady svého podílu na financování. Otevření úseku do stanice Bagneux bylo plánováno na rok 2014, ovšem stavební práce byly zahájeny až 8. července 2015. Razicí práce byly ukončeny v březnu 2018. Přestupní chodby do linky 15 již byly vybudovány a provizorně odděleny zdí. Stanice byla uvedena do provozu 13. ledna 2022. 

## Název
Stanice se původně měla jmenovat jako město Bagneux. V roce 2018 bylo vybráno nové označení ze tří návrhů Bagneux – Champ des Oiseaux, Bagneux – Nina Simone a Bagneux – Lucie Aubrac. Lucie Aubrac (1912–2007) byla francouzská historička, komunistka, pacifistka a odbojářka z druhé světové války.

## Popis stanice
Na povrchu se nachází budova na jihu náměstí Place Lucie Aubrac o rozloze 5000 m2. Tato budova má tři vstupy. Vstup č. 4 se nachází na Avenue de Stalingrad a vstup č. 5 na Rue Claude Debussy. Ve stanici se nacházejí dvě fresky Lucie Aubrac umělce s pseudonymem C215. Je zde také kovový basreliéf argentinského umělce Ricarda Mosnera. Naproti výstupu z metra na avenue Victor-Hugo byl umístěn portrét Lucie Aubrac, který vytvořila Andréa Michaelsson.

## Budoucí vývoj
Dle dohody z 26. ledna 2011 o Grand Paris Express se plánuje, že se stanice Bagneux – Lucie Aubrac stane přestupní stanicí linky 15. Její nástupiště budou v hloubce 36 m. Dokončení stanice je naplánováno na rok 2025.